# Agnetina curvigladiata
Agnetina curvigladiata és una espècie d'insecte pertanyent a la família dels pèrlids que es troba a la Xina.